# 120367 Grabow
120367 Grabow è un asteroide della fascia principale. Scoperto nel 2005, presenta un'orbita caratterizzata da un semiasse maggiore pari a 2,2375105 au e da un'eccentricità di 0,2198391, inclinata di 6,30861° rispetto all'eclittica.